# Onates de Crotona
Onates (grec antic: Ονάτας, Onátas) fou un filòsof pitagòric grec.
Segons Iàmblic era nadiu de Crotona, però segons Joan Laurenci era de Tàrent i va viure al segle V aC. Va deixar escrita almenys una obra amb el títol de Περὶ δεου̂ καὶ δείου (Sobre déu i la divinitat) de la que alguns extractes foren conservats per Estobeu mercès al qual s'han conservat.
El fragment defensa la idea que déu governa parcialment l'univers tot i que l'univers en si mateix no és déu sinó només diví i argumenta en contra de la creença en un únic déu basant-se en el següent raonament: Si a l'univers s'observen diversos poders, llavors cal concloure que aquests pertanyen a diferents déus. També va afirmar que la barreja terrena del cos contamina la puresa de l'ànima.
Segons Jack Lindsay, Onates, a més de la filosofia es va interessar per la màgia.